# ليلو وستيتش
ليلو وستيتش (بالإنجليزية: Lilo & Stitch) هو فيلم رسوم متحركة أمريكي من إنتاج والت ديزني، صدر في 21 يونيو 2002، ورشح لجائزة الأوسكار 2002، لأفضل فيلم رسوم متحركة، الذي ذهب في نهاية المطاف إلى فيلم هاياو ميازاكي المخطوفة الذي وزعته أيضا شركة والت ديزني.

## القصة
(ليلو) هي فتاة صغيرة من جزر هاواي تحديدا جزيرة كاواي. هي فتاة يتيمة وتعيش مع أختها الكبرى (ناني). تعاني ليلو من عدم إعجاب الناس بها وذلك بسبب شخصيتها الصعبة غير القابلة للفهم. حيث أنها بدأت تعاني من الوحدة من بعد وفاة والديها في حادث سيارة. وذات ليلة ترى ليلو نجماً ساقطاً من السماء. فتقوم بتمني أمنية. وهي أن يكتب لها القدر صديق حقيقي، صديق وفي، صديق لا يتركها ويرحل بعيداً. وفي اليوم التالي تتحقق أمنيتها. حيث تأخذها أختها لشراء حيوان أليف. عندها تلتقي ليلو بـ ستيتش. وستيتش هو كائن فضائي وهو أحد اختراعات العالم الشرير (جومبا جوكيبا). اسم ستيتش الحقيقي هو (التجربة 626). قام مجلس المجرات بالقبض على العالم الشرير جومبا لصنعه هذا المخلوق غير الشرعي. وتم سجنه. وأمر المجلس بنفي التجربة 626 بعيداً في كوكب خامد لا حياة عليه. لكن بذكاء ستيتش الذي يفوق أي مخلوق على الكون. تمكن من الهرب واللجوء إلى إحدى مركبات النجاة الفضائية والهبوط بسلام على كوكب الأرض. بالتحديد في جزيرة كاواي. وهناك حيث قابل ليلو لأول مرة. ومن وقتها وهم أصدقاء لا يفرقهم شيء ابداً.

## الميزانية والإيرادات
بلغت تكلفة إنتاج الفيلم حوالي 80 مليون دولار بينما حقق أرباحا تقدر بـ 273.1 مليون دولار.

## روابط خارجية
- ليلو وستيتش على موقع IMDb (الإنجليزية)
- ليلو وستيتش على موقع ميتاكريتيك (الإنجليزية)
- ليلو وستيتش على موقع روتن توميتوز (الإنجليزية)
- ليلو وستيتش على موقع نتفليكس (الإنجليزية)
- ليلو وستيتش على موقع ألو سيني (الفرنسية)
- ليلو وستيتش على موقع Turner Classic Movies (الإنجليزية)
- ليلو وستيتش على موقع أول موفي (الإنجليزية)
- ليلو وستيتش على موقع بوكس أوفيس موجو (الإنجليزية)
- ليلو وستيتش على موقع فيلمافينيتي (الإسبانية)
- ليلو وستيتش على موقع قاعدة بيانات الأفلام السويدية (السويدية)